# پیتای خوش‌رنگ
پیتای خوش‌رنگ (نام علمی: Pitta concinna) یک گونه از پرندگان در خانوادهٔ پیتایان است که در اندونزی یافت می‌شود. زیستگاه طبیعی آن جنگل‌های دشت نمناک نیمه‌گرمسیری یا گرمسیری است. نابودی زیستگاه آن را تهدید می‌کند.